# Ибрагимов, Энвер Камбар оглы
Энвер Камбар оглы Ибрагимов (азерб. Ənvər Qəmbər oğlu İbrahimov; 15 июля 1931, Ханларский район — ?) — советский азербайджанский виноградарь, Герой Социалистического Труда (1951).

## Биография
Родился 15 июля 1931 года в селе Шамшадин Ханларского района Азербайджанской ССР (ныне не существует).
С 1944 года рабочий, звеньевой, с 1958 года вновь рабочий виноградарского совхоза «Азербайджан» Ханларского района. В 1950 году получил урожай винограда 166,6 центнеров с гектара на площади 6,3 гектаров.
Указом Президиума Верховного Совета СССР от 3 сентября 1951 года за получение в 1950 году высоких урожаев винограда Ибрагимову Энверу Камбар оглы присвоено звание Героя Социалистического Труда с вручением ордена Ленина и золотой медали «Серп и Молот».